# Avenida Silvio Pettirossi (Luque)
La Avenida Silvio Pettirossi, conocida comúnmente como Autopista Silvio Pettirossi, es una avenida en la ciudad de Luque que nace en el Aeropuerto Internacional Silvio Pettirossi y culmina en la divisoria de esta ciudad con Asunción. Su recorrido comienza en el arroyo Itay, a unos 270 m de la Avda. Madame Lynch, siendo la continuación de la Avda. Aviadores del Chaco. Tiene un largo de 6 km., cuenta con 4 carriles, carriles de emergencia a los costados, rampas de aceleración y desaceleración (entrada-salida) y pasos a desnivel.

## Importancia
La importancia de la avenida radica en el hecho de que dicha avenida constituye uno de los principales ejes viales de la capital, y es junto a la Av. Eusebio Ayala, Av. Transchaco y la Av. Fernando de la Mora, una de las más importantes avenidas de ingreso a la capital. Asimismo constituye un paso o cruce obligatorio de los luqueños para dirigirse hasta el centro de Asunción.

## Lugares de interés
A lo largo de su corto recorrido, pasa por varios puntos de interés, entre ellos:
- Parque Ñu Guasu
- Base Aérea de las Fuerzas Armadas de la Nación
- Sede de la Confederación Sudamericana de Fútbol
- Aeropuerto Internacional Silvio Pettirossi

## Viabilidad
La Avenida Silvio Pettirossi es de doble sentido en toda su extensión.
- Datos: Q5714093